# Khalil AlQaheri
Khalil AlQaheri (in arabo: خليل القاهري; Manama, 21 dicembre 1986) è un imprenditore e scrittore bahreinita, noto come autore di articoli di economia nelle pubblicazione del Bahrain..

## Biografia
AlQaheri è il CEO della Trexsol e fondatore dell'azienda è Stradico.
È anche il fondatore del primo centro di formazione commerciale in Bahrain. AlQaheri ha pubblicato il suo primo libro "The Way to Entrepreneurship" nel 2017..